# 全景天津
《全景天津》是天津电视台于2008年拍摄的以空中视角俯瞰天津的航拍纪录片，并荣获中国电视艺术家协会颁发的2009年度全国城市形象片一等奖等多个奖项，是天津电视台的天津航拍系列题材纪录片之一。

## 拍摄过程
《全景天津》的拍摄活动与2008年10月正式启动，前期拍摄工作还将一直持续到11月中旬。《全景天津》采用新一代高清摄象机，并采用美国西科斯基公司的贝尔212直升机。为捕捉到理想画面，航拍组经常超低空飞行，有时飞行高度仅有百米。本次航拍除了空中拍摄，还组织了两个地面高清拍摄组配合拍摄。遍及天津市区、滨海新区等所有区县。

## 主题
《全景天津》纪录片，每集都是一个独立主题。依次为人文天津、制造业发达的天津、盛妆海河、教育津华、小康农村、商业名都、滨海之歌、城市奔流、宜居天津、生态天津等。该纪录片从经济、文化、交通、教育、旅游、生态等多个方面，全景展现了天津的城市风采以及和谐的人文社会环境。取材包括空中俯瞰天津港、城市路网、居住环境，津门各著名景点；地面拍摄中国-法国合作的空客A320系列飞机总装线、大推力火箭、百万吨乙烯、千万吨炼油等天津市的重大工业项目。

## 其他纪录片
天津电视台此前曾拍摄过1999年的《天地之间看津城》、2002年的《飞越津门》和2005年的《魅力天津》。